# Quadra de Badia
La Quadra de Badia és un conjunt d'edificacions pertanyents a una explotació agropecuària de l'antic terme ribagorçà de Benés, actualment pertanyents al terme municipal de Sarroca de Bellera, del Pallars Jussà.
Està situada al costat mateix del poble de Benés, al seu sud-est, entre les partides de l'Obaga, la Coma i la Cultia. És al peu de la pista que mena al poble de Benés, un revolt, o dos, segons el camí que es prengui, abans d'arribar al poble.